# نعيم زلخة
نعيم زلخة، عراقي من الطائفة اليهودية في بغداد، وأحد أعضاء مجلس النواب العراقي، وكان من الأساتذة في كلية الحقوق، وشغل منصب نيابة رئاسة محكمة بيروت عام 1922م، ونيابة رئاسة حاكمية البصرة ولقد عرف بدماثة الخلق، وحسن السيرة، ولأجل ذلك كثرت معارفهُ وأصحابه الذين يحفل بهم مجلسهِ العلمي الواقع في داره ببغداد، وكانت أحاديث مجلسهِ تدور معظمها حول السياسة والاقتصاد.

## وفاته
توفي نعيم زلخة عام 1929م، ودفن في مقبرة اليهود الواقعة قرب مقبرة الشيخ عمر السهروردي في بغداد.

## مجلس نعيم زلخة
مجلس نعيم زلخة من مجالس بغداد المعروفة التي كانت تزخر برجال السياسة والتجارة، وكان نعيم زلخة من يهود العراق، وهو أحد حكام العراق السابقين، وأحد أعضاء مجلس النواب العراقي، وكان من الأساتذة الحقوقيين، في كلية الحقوق، وشغل منصب نيابة رئاسة محكمة بيروت عام 1922م، ومنصب نيابة رئاسة حاكمية البصرة وكانت أحاديث مجلسه تدور معظمها حول السياسة والاقتصاد.